# Maskoti Zimních olympijských her 2014
Maskoti Zimních olympijských her 2014 jsou nedílnou součástí olympijské symboliky ZOH 2014, které se konaly od 7. do 23. února 2014 v jihoruském přímořském letovisku Soči. Schválené výsledky konečného hlasování, jež se uskutečnilo 26. února 2011, ukázaly, že si hlasující zvolili maskoty tři – Sněžného leoparda, Ledního medvěda a Polárního zajíce. Maskoty Zimních paralympijských her 2014 se staly dvě nadpřirozené postavičky – ohnivý chlapec Lučik a sněhová dívenka Sněžinka.
Podle ruského populárně-vědeckého časopisu GEO spočívá poslání olympijského maskota především v tom, že musí „patřičně odrazit ducha hostitelské země her, sportovcům přinést štěstí a ve všech probudit sváteční atmosféru.“ Nejčastěji jsou přitom olympijští maskoti ztvárněny nejznámějšími a nejtypičtějšími zvířaty dané země, či hostujícími sportovci, anebo animovanými smyšlenými bytostmi.
Maskoti olympiád mají význam reklamní i komerční. Pořádající země, v tomto případě Ruská federace, tak využívala maskoty i jako další zdroj financování.
Zvolení maskoti následně spadají do vlastnictví Mezinárodního olympijského výboru (MOV) spravovaného Organizačním výborem Olympijských her Soči 2014.

## Volba maskota
Původně si obyvatelé Soči zvolili za maskota a symbol Zimních olympijských her 2014 Delfína na lyžích, kterého ztvárnila jaroslavská umělkyně Olga Beljajeva. Hlasování se uskutečnilo 2. března 2008 společně s volbou Prezidenta Ruské federace ve všech městských volebních okrscích. O osudu maskota hlasovalo 270 tisíc voličů. Nicméně poté, co byly výsledky hlasování zveřejněny, představitel Organizačního výboru pro ZOH v Soči podotkl, že oficiálně bude maskot ZOH 2014 vyhlášen nejdříve v roce 2011.
Organizační výbor Zimních olympijských a paralympijských her v Soči společně s ruským deníkem Izvestija odstartoval 1. září 2010 celonárodní soutěž o návrh olympijského maskota, které se mohl zúčastnit kdokoliv. Celkově se do soutěže přihlásilo 24 048 prací od ruských i zahraničních tvůrců.
Následně na to mohli přihlášení uživatelé prostřednictvím webové stránky „talismansochi2014.ru“ ohodnotit nabízené varianty maskotů pomocí pětistupňové škály. Absolutním vítězem na žebříčku oblíbenosti mezi všemi návrhy maskotů se stala žába Zojče, kterou namaloval moskevský umělec Jegor Žgun.
Výsledky prvního kola volby maskota olympijských a paralympijských her byly následně sečteny 21. prosince. Odborná porota nakonec vybrala ze všech obdržených prací 10 návrhů pro Olympijské hry a 3 návrhy pro hry Paralympijské.
Nicméně odborná porota zcela ignorovala názor většiny hlasujících na webových stránkách při sestavování konečného seznamu navržených maskotů a na finální soupisku hypnožábu Zojče nenapsala. Ta přitom do prosince 2010 získala nejvíce hlasů. Porota však na finální soupisku nezařadila dokonce ani druhý nejoblíbenější koncept - maskota ve tvaru palčáků tzv. Varežki, jejichž autorem bylo ruské designérské studio Turbomilk. Před žábou Zojče chvíli také prvním příčkám vévodil dětský kreslený medvěd Pedobear. Ani ten však na finálním seznamu nefiguroval. Na druhou stranu přitom například Děda Mráz, jehož návrh byl protlačován do konečného seznamu za pomoci veřejného hnutí „Hlasujte pro Dědu Mráze“, které vytvořili představitelé turistického ruchu (konkrétně se jednalo o ruskou cestovní kancelář Orfej) a správa Vologdské oblasti, se na finální soupisku dostal.
K odborné porotě se řadili: Jurij Bašmet, Igor Butman, Fjodor Bondarčuk, Olesja Vladykina, Nikolaj Drozdov, Světlana Žurova, Natalja Ionova, Michail Kusnirovič, Tatiana Navka, Gor Nachapetian, Vladimir Pirožkov, Alexandr Popov, Vitalij Smirnov, Oleg Tabakov, Michail Terentěv, Anatolij Prochorov a Svjatoslav Ušakov. V čele odborné poroty stál Konstantin Ernst, generální ředitel ruské televizní stanice První kanál.
Poté, co byla zveřejněna konečná soupiska vybraných návrhů, skupinka profesionálních umělců tyto finální koncepty maskotů zrealizovala do finálních výkresů, které byly představeny 7. února 2011.

## Finalisté
Vybraní finalisté jsou zde uvedeni včetně jejich vymyšleného příběhu. 
Tučně jsou vyznačeny postavy vybrané za Olympijskými maskoty, tučnou kurzívou jsou pak vyznačené postavy zvolené Paralympijskými maskoty.
1. Děda Mráz Aby si udržel kondici a zdraví, tak sportuje. Rád ale také lyžuje, sáňkuje a bruslí. V předvečer hlasování však tento maskot rezignoval. Z konečného seznamu finalistů byl vyloučen (viz níže)
2. Medvěd hnědý V chráněném lese si založil sportovní školu pro děti, kde se věnuje zimním sportům, a tudíž ani neupadá do zimního spánku. Autorem tohoto maskota je jediný kandidát z Ukrajiny, rodák z Kyjeva Denis Olejnik.
3. Leopard Představoval výborného snowboardistu, krásného záchranáře a horolezce žijícího na obrovském stromě na vysoké skále v zasněženém pohoří Kavkazu. Byl velmi podporován tehdejším premiérem Putinem, což v mnohém ovlivnilo a předurčilo výsledky hlasování.
4. Lední medvěd Žije za polárním kruhem v iglú, ve kterém jsou vystavěny ze sněhu nejen stěny, ale také všechny ostatní věci. Bílého méďu vychovávali od samého dětství polárníci, kteří ho naučili lyžovat, bruslit a hrát curling. Nejvíce však holdoval sáňkám. Poprvé byl zmíněn v písničce, jež zahrála 1. prosince 2009 při prezentaci emblému Her 2014 Organizačním výborem Soči 2014.
5. Zajíc Učí se v Lesní Akademii na samé jedničky, pomáhá mamince v rodinné restauraci Lesní přehrada a účastní se mnoha sportovních soutěží. Autorem tohoto maskota je Silvia Petrova, malá žákyně z vesničky Nové Bujanovo na Čuvašsku.
6. Sluníčko Mladší sestra Slunce, která hraje v animovaných filmech, pózuje pro dětské kresby a sportuje. Obzvlášť miluje freestyle.
7. Lučik Na naši planetu dopadl z ohnivé planety. Hrát hokej a lyžovat se naučil u přátel.
8. Sněžinka Na naši planetu přilétla na ledové kometě. Ráda tancuje, a i proto jsou jejími oblíbenými sporty krasobruslení a freestylové disciplíny.
9. Hýl Neustále četl sportovní noviny a snil o kariéře sportovního trenéra. Miluje zimní sporty, především lyžování, krasobruslení a hokej.
10. Matrjošky Hračky a maskoti tohoto sportovního svátku v jednom. Mistr je na stroji vysoustružil ze dřeva a každé zvlášť přidělil svou vlastnost: sílu, obratnost, vytrvalost a inteligenci; dohromady tvoří jeden tým a navzájem se doplňují.
11. Delfín Sportovní komentátor, který vyrostl v Moskovském delfináriu, kde každý den trénoval, až dosáhl mnoha ocenění v nejrůznějších sportech. Byl vyslán na služební cestu do Černého moře, aby zprostředkovával profesionální reportáže. Obyvatelé Soči si ho 2. března 2008 zvolili jako maskota ZOH 2014.

### Vyloučení jednoho z finalistů
Ivan Urgant v předvečer klíčového konečného hlasování ohlásil, že porota vyloučila z finální soupisky kandidátů o titul maskota ZOH 2014 Dědu Mráze a to v souvislosti s tím, že v případě jeho výhry by se tento ruský tradiční symbol Nového roku stal majetkem Mezinárodního olympijského výboru, neboť maskoti her tak vždy automaticky přechází do jejich vlastnictví.

## Hlasování

### Neformální hlasování
2. února 2011 byla spuštěna neformální webová stránka „talismansochi2014.ru“, prostřednictvím které mohl celý ruský národ hlasovat pro své maskotové favority. Ti na základě jejich hlasů mohli postoupit do konečného finále. Hlasovat mohli ti, kteří měli účet na sociálních sítích VKontaktě, Facebooku či na Twitteru. Na základě tohoto hlasování dopadly výsledky k 26. únoru 2011 následovně:
1. Lední medvěd − 124 206 hlasů
2. Děda Mráz − 115 373 hlasů
3. Sněžný leopard − 47 881 hlasů

přičemž polární zajíc, Lučik a Sněžinka zůstali až na konci seznamu.
Oproti tomu na stránkách „sovsport.ru“ dopadlo hlasování takto:
1. Lední medvěd − 25,4 % hlasů
2. Delfín− 21,0 % hlasů
3. Sněžný levhart − 17,3 % hlasů

Všeruské centrum pro výzkum veřejného mínění (ВЦИОМ) provedlo 10. února 2011 také anketu, ve které se ptalo občanů Ruska na sympatie k budoucím maskotům ZOH 2014. Výsledky jejich průzkumu vypadaly následovně:
1. Děda Mráz — 24 % hlasů
2. Delfín— 16 % hlasů
3. Medvěd hnědý — 16 % hlasů

### Výsledky hlasování
Maskoti byli nakonec definitivně vybráni 26. února 2011 během večerního hlasování v televizní show „Talismanija. Soči 2014. Finále“ na Prvním ruském kanále. Během večera se zaregistrovalo 1,4 miliónu hlasujících. Na konci pořadu vyhlásila porota tyto tři definitivní vítězné maskoty:
1. Sněžný levhart (autor Vadim Pak z Náchodka) − 28,2 % hlasů
2. Lední medvěd (autor Oleg Serděčnyj ze Soči) − 18,3 % hlasů
3. Zajíc (autorka Silvia Petrova z Čuvašska) − 16,4 % hlasů

Paralympijští sportovci si pro své Hry zvolili maskoty dva, a to sněhového chlapce Lučika a sněhovou dívenku Sněžinku.
Dmitrij Černyšenko, prezident Organizačního výboru Soči 2014, v komentáři k výsledkům voleb Olympijských maskotů podotkl:
„Dnes získaly Hry v Soči své symboly a je to dokonce poprvé v historii Olympijského hnutí, kdy si tyto symboly vybrala sama země. Podle výsledků hlasování bylo rozhodnuto, že vítězi soutěže o danou olympijskou zásadu se stanou první tři maskoti, kteří se nejlépe umístí v celonárodním hlasování. Tyto postavy si zvolilo celé Rusko. Vítězi tedy jsou: Polární medvěd, Zajíc a Sněžný levhart. Právě tyto tři postavičky jsou už nyní nedílnou součástí dlouhé historie světového Olympijského hnutí.“
Zatímco se sám tehdejší premiér Putin otevřeně považoval za příznivce vítězného Sněžného levharta, prezident Medveděv Putinovo nadšení nesdílel. Jak prozradilo později jeho prohlášení, jeho oblibě se těšil Polární medvěd, tedy maskot, který se po finálovém rozhodnutí umístil na příčce druhé. Medveděv byl tak velmi nespokojený s celým průběhem volby maskotů.
Kromě toho i některé sdělovací prostředky spolu s uživateli internetu kritizovaly olympijské maskoty především kvůli jejich množství a provedení. Konkrétně upozorňovaly na to, že složení sočských maskotů (Sněžný levhart, Polární medvěd a Zajíc) je prakticky totožné s třemi maskoty z Olympijských her v Salt Lake City (Stepní vlk, Medvěd černý a Sněžný zajíc). Často se také upozorňovalo na to, že celkové grafické znázornění Bílého medvěda, obzvláště jeho tlama s velkou kulatou hlavou, je typické spíše pro medvěda hnědého, než pro toho ledního, neboť medvěda ledního charakterizuje více hlava podlouhlá. Mnozí také registrovali a vytýkali podobu polárního medvěda se vzhledem Míši, tedy medvědím maskotem moskevské letní olympiády z roku 1980. Někteří tuto náhodnou shodu vzhledu dokonce označovali za plagiátorství. Mezi těmito kritiky stál i Viktor Čižikov, tvůrce onoho olympijského maskota z roku 1980.
Světový fond na ochranu přírody v Rusku ještě před finálním provedením maskotů doporučil Organizačnímu výboru pro Soči 2014, aby nákres vítězného Leoparda znovu redakčně upravil. Vysvětlil to tím, že vzhledem k barvě jeho srsti není původně znázorněné zvíře tak podobné leopardovi, jako spíše Sněžnému levhartovi, který však v Kavkazských horách nikdy nesídlil.